# جانا سنکووا
جانا سنکووا (انگلیسی: Jana Senkova؛ زادهٔ ۷ نوامبر ۱۹۸۲) بازیکن والیبال اهل جمهوری چک است.